# ليوبولد الثاني ملك بلجيكا
ليوبولد الثاني (بالفرنسية: Léopold II)‏ ثاني ملوك بلجيكا. حكم بين عامي (1865 و1909)، اسمه الكامل ليوبولد لويس فيليب ماري فيكتور، ولد بتاريخ 9 أبريل 1835 في بروكسل، وتوفي بتاريخ 17 ديسمبر 1909 في لايكن في بلجيكا.
أحد أبرز مرتكبي المجازر في التاريخ الحديث حيث قتل في وقت سيطرته على مناطق أفريقية أكثر من 10 ملايين إنسان، قاد ليوبولد الثاني الجهود الأوربية الأولى لتطوير منطقة حوض نهر الكونغو، مما هيّأ الظروف لتشكيل دولة الكونغو الحرة عام 1885، وتم ضمّها لبلجيكا عام 1908 بإسم الكونغو البلجيكية (تُعرف اليوم بإسم كونغو كينشاسا).

## حياته
هو الابن الأكبر للملك ليوبولد الأول أول ملوك بلجيكا ووالدته هي ثاني زوجات ليوبولد الأول ماري لويز من أورليانز. عام 1846 تقلد ليوبولد لقب دوق براباند وبدء خدمته في الجيش البلجيكي، وفي عام 1853 تزوج بماريا هينريتا ابنة الأرشيدوق النمساوي، وأصبح ملك بلجيكا بعد وفاة والده في كانون الأول/ديسمبر 1865.
على الرغم من المشكلات الداخلية الكثيرة واحتدام الصراع في مملكته بين الليبراليين والأحزاب الكاثوليكية، لاسيما حول قضايا التصويت والتعليم، تمكن ليوبولد الثاني من التركيز على إيلاء الاهتمام اللازم لتقوية وتطوير دفاعات بلاده.
خلال الحرب الفرنسية الألمانية (1870- 1871) أدرك ليوبولد الثاني صعوبة الحفاظ على حياد بلجيكا، وذلك بسبب تنامي قوة جارتيه فرنسا وألمانيا، فضغط على البرلمان عام 1887 لتمويل عملية إغناء مدينتي لياج ونامور، وصدر قانون التجنيد الإجباري الذي نوقش لفترة طويلة قبل مدة وجيزة من موته.
انخرط ليوبولد عميقا في الكونغو، فأسس رابطة الكونغو الدولية عام 1876 لاكتشاف المنطقة، كان أبرز موظفيه فيها السير هنري مورتون ستانلي. وبين عامي 1884 و1885 أحبط محاولة إنكليزية برتغالية للسيطرة على حوض الكونغو، وفاز باعتراف الولايات المتحدة الأمريكية ومختلف القوى الأوربية بسيادته على دولة الكونغو الحرة، والتي بلغت مساحتها ثمانين مرة مساحة المملكة البلجيكية.
| ملوك بلجيكا                                                                                       |
| ليوبولد الأول . ليوبولد الثاني . ألبير الأول ليوبولد الثالث . بودوان الأول . ألبير الثاني . فيليب |

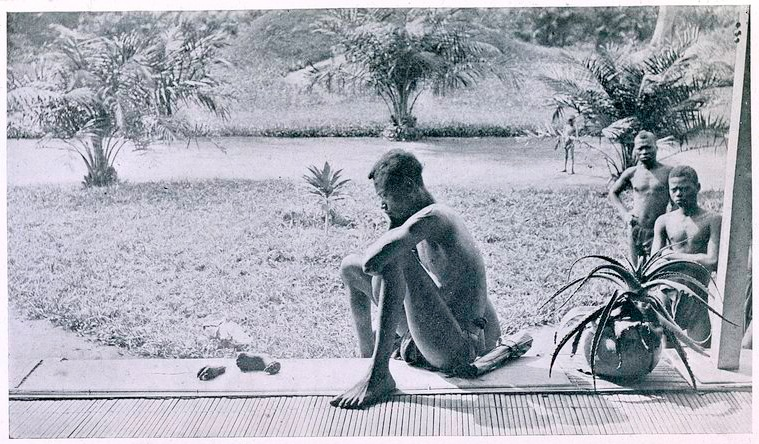
أب ينظر ليد ورجل ابنته ذات الخمس سنوات والتي قطعت عقابا له على عدم جمع ما يكفي من سائل المطاط.

استفادت بلجيكا كثيراً من صناعة المطاط في الكونغو خصوصا بعد عام 1891، هذا بعد قيامه بمذابح هائلة في الكونغو، وتعذيب العبيد بقطع الأيدى، وتشويه الأعضاء التناسلية، و اغتصاب الأم و لأخت. فإذا فشل العبد في جمع الحصة اليومية المطلوبة منه من المطاط، يعاقب بقطع يديه. وفي تشرين الثاني/نوفمبر 1908 وبمساعدة من بريطانيا والولايات المتحدة ضم ليوبولد الثاني الكونغو لبلجيكا.
بسبب وفاة ابنه الوحيد خلف ليوبولد الثاني على العرش ابن شقيقه ألبير الأول.

## مواضيع ذات صلة
- قائمة ملوك بلجيكا

## روابط خارجية
- ليوبولد الثاني ملك بلجيكا على موقع الموسوعة البريطانية (الإنجليزية)
- ليوبولد الثاني ملك بلجيكا على موقع إن إن دي بي (الإنجليزية)